# Frank Wennmann
Frank Wennmann (* 1959) ist ein ehemaliger Schwimmer, der in den 1970er und 1980er Jahren aktiv war.
Er war 1978 und 1979 deutscher Meister über 400 Meter Freistil, nachdem er 1977 über diese Strecke noch von Peter Nocke knapp bezwungen worden war, und 1980 deutscher Meister über 200 Meter Freistil. Bei den Schwimmweltmeisterschaften 1978 in Berlin gewann er mit der 4 × 200-m-Freistilstaffel die Bronzemedaille.
Sein Schwimmstil wurde oft als „elegant“ bezeichnet. Neben seinen internationalen und nationalen Erfolgen war er mit seinem Verein SG Gladbeck erfolgreich und errang unter anderem den deutschen Meistertitel 1981 in Bonn mit der 4 × 200-m-Freistilstaffel in deutscher Rekordzeit gemeinsam mit Michael Kraus, Dirk Korthals und Volker Friedrich.